# Alopoglossus embera
Alopoglossus embera — вид ящірок родини Alopoglossidae. Ендемік Колумбії. Описаний у 2017 році.

## Поширення і екологія
Alopoglossus embera мешкають на південному заході Колумбії, в департаменті Каука і Вальє-дель-Каука. Вони живуть у вологих тропічних лісах.

## Етимологія
Вид A. embera був названий на честь ембера, корінного народу Колумбії і Панами.